# Dodge Caravan
A Caravan/Grand Caravan é uma minivan de porte médio-grande da Dodge.